# Niederliegende Glockenwinde
Die Niederliegende Glockenwinde (Nolana humifusa) ist eine Pflanzenart aus der Gattung Nolana in der Familie der Nachtschattengewächse (Solanaceae). Die zum Teil als Zierpflanze kultivierte Art ist in Peru beheimatet.

## Beschreibung
Die Niederliegende Glockenwinde ist eine kriechende oder halb niederliegende, vollständig oder nahezu unbehaarte ausdauernde Pflanzen. Die dünnen, mehrere Dezimeter langen Zweige entspringen einem kaum verholzenden, kräftigen Hauptspross. Die Laubblätter sind schief eiförmig bis nahezu kreisförmig. Die Spitze ist etwas abgestumpft, die Basis ist abgerundet oder in den etwa 1 cm langen Blattstiel übergehend zugespitzt und gelegentlich leicht behaart. Die Blattspreite ist meist etwa 2 bis 3 cm lang, kann jedoch auch länger oder kürzer sein und ist halb so breit wie lang.
Die Blüten stehen an dünnen, etwa 1,5 cm langen Blütenstielen, die an der Frucht kräftiger und gebogen sind und sich auf 2 cm verlängern. Der 1 cm lange Kelch ist breit glockenförmig und durch eine deutlich sichtbare Falte oberhalb einer jeden Einkerbung des Kelchrandes gewinkelt. Die etwa 5 mm langen Kelchzipfel sind eiförmig-zugespitzt. Die blaue Krone ist etwa 1,5 cm lang oder etwas länger. Gelegentlich sind in der Kronröhre violette Streifen zu erkennen.
Die Früchte bestehen aus fünf nussartigen Teilfrüchten, die feingrubig, gewinkelt und etwa 5 mm lang sind.

## Verbreitung und Standorte
Die Art ist ein Endemit der peruanischen Departements La Libertad, Ancash und Lima. Sie wächst auf sandigem oder steinigen Lehmboden.

## Systematik
Phylogenetische Untersuchungen ergaben, dass die Art innerhalb der Gattung am nächsten mit Nolana aticoana, Nolana chancoana, Nolana chapiensis, Nolana inflata, Nolana laxa, Nolana lezamae, Nolana plicata, Nolana scaposa, Nolana spathulata, Nolana urubambae und Nolana weissiana verwandt ist. Diese ausschließlich in Peru beheimateten Arten bilden eine monophyletische Klade.

## Verwendung
Nolana humifusa wurde bereits 1760 aus Peru nach Europa eingeführt, gelegentlich sind Samen im kommerziellen Handel erhältlich, jedoch sind keine benannten Sorten bekannt. Die Art wird in Deutschland selten als Zierpflanze in Sommerblumenbeeten, Steingärten und als Bodendecker genutzt. Sie wird einjährig kultiviert.